# Merkava
A Merkava (héberül: מרכבה  מרכבה, magyarul: harci szekér) az Izraeli Védelmi Erők általánosan rendszeresített nehézharckocsi-típusa. 1980 elejétől szolgál, négy fő típusváltozata van. A "Merkava" nevet a fejlesztési program után kapta.
Legénysége négy főből áll: kocsiparancsnok, vezető, irányzó-lövegkezelő és a töltőkezelő. A parancsnok és a lövegkezelő egyaránt kezelheti a torony irányzóberendezéseit.
A járművet a legénység túlélésére optimalizálták, páncélzatának szerkesztésénél a gyors harctéri javítás volt a fő szempont. A fejlesztőcsapat ezért ötvözte a hengerelt acélpáncél és a Chobham-páncél előnyeit, amit úgynevezett "üreges páncélnak" neveznek, valamint kialakítása modulrendszerű, gyorsan szerelhető. Az üreges kialakítás segíti a kumulatív hatáson alapuló harckocsielhárító fegyverek "elműködtetését".
Sokoldalúságának jó példája, hogy a kiöregedett harckocsi-alvázakat újra felhasználva orvosi-mentő, műszaki-mentő és lövészpáncélosok lettek kialakítva.

## Története
Izrael 1970-ben úgy döntött, hogy saját harckocsi fejlesztésébe kezd, miután (akkoriban) egyetlen állam sem volt hajlandó modern harcjárműveket eladni nekik. Egészen addig főleg második világháborús, vagy közvetlen az utáni harckocsitípusokkal harcoltak, elsősorban Shermanekkel, amelyeket a legkülönbözőbb helyekről szereztek be és amelyeket igen sokféleképpen alakítottak át (további főbb típusok a Franciaországtól vásárolt AMX–13 könnyűharckocsik, majd később a Centurion mellett az amerikai M48 Patton). Az 1960-as évek második felében a britek a Chieftain harckocsi fejlesztéséhez szükséges pénz egy részét az éppen leváltani készült Centurion harckocsik Izraelnek való eladásából teremtette elő. Miután az Izraelt körülvevő arab államok a Szovjetuniótól jelentős mennyiségű modern harckocsit és páncéltörő fegyvereket vásároltak, az elavult típusok továbbfejlesztése nem tűnt megoldásnak és egy teljesen új, kizárólag a helyi viszonyoknak megfelelő harcjármű fejlesztésébe kezdtek.
1973-ban, a jom kippuri háborúban a zsidó állam harckocsierői jelentős veszteségeket szenvedtek a szovjet eredetű arab harckocsik huzalvezérlésű páncéltörő rakétái által. Mivel az ország hadrafogható népessége korlátozott (főleg a környező államok seregeinek a létszámát figyelembe véve), az új harckocsi fejlesztésénél különösen nagy figyelmet fordítottak a személyzet biztonságára. Eredetileg azt tervezték, hogy a rendelkezésre álló alkatrészekből, eszközökből hoznak létre egyfajta öszvér járművet, de hamarosan rájöttek, hogy ez nem jelent megoldást a legtöbb problémára, tehát egy, az alapjaitól új járművet kell tervezniük. Mivel a harcjárműre nagy szükség volt (bár kaptak/vettek az USA-tól M60 harckocsikat részint az NSZK közbenjárásával, de csak viszonylag kis számban, és nem volt biztos az utánpótlás), ezért úgy döntöttek, hogy „teleszkópos fejlesztést” alkalmaznak, vagyis a prototípust már azelőtt elkezdik sorozatban gyártani, hogy elvégeznék a teljes körű tesztelést és az esetleges változtatásokat menet közben végzik el (ez nagyban hasonlít a második világháború vége felé a németek által alkalmazott módszerhez azzal a különbséggel, hogy a németeknek a nyersanyaghiánnyal is meg kellett küzdeniük).
Az egyik első döntés a jom kippuri háború után az volt, hogy a meghajtást harckocsiknál szokatlan módon a jármű elejébe helyezték át, amely szemből való találat esetén plusz védelmet nyújt a személyzetnek. A védelmet továbbá egy úgynevezett „üreges páncélzat” (spaced armour) segítségével növelték, melynek lényege, hogy a páncélzatban előre kiképzett üregek vannak (gyakorlatilag két páncélréteg között egy rés található), amelyek jelentősen csökkentik a kumulatív hatás elvén működő páncélátégető lövedékek hatásfokát.
Az első fényképeket 1977. május 14-én közölte az amerikai Armed Forces Journal szaklap. Azóta a harckocsi kategóriájához mérten kiváló képességekkel rendelkezik, bevált nehézharckocsi-típus. Más országoknak nem adták el és várhatóan nem is fogják.

## Szerkezeti sajátosságok, páncélzat

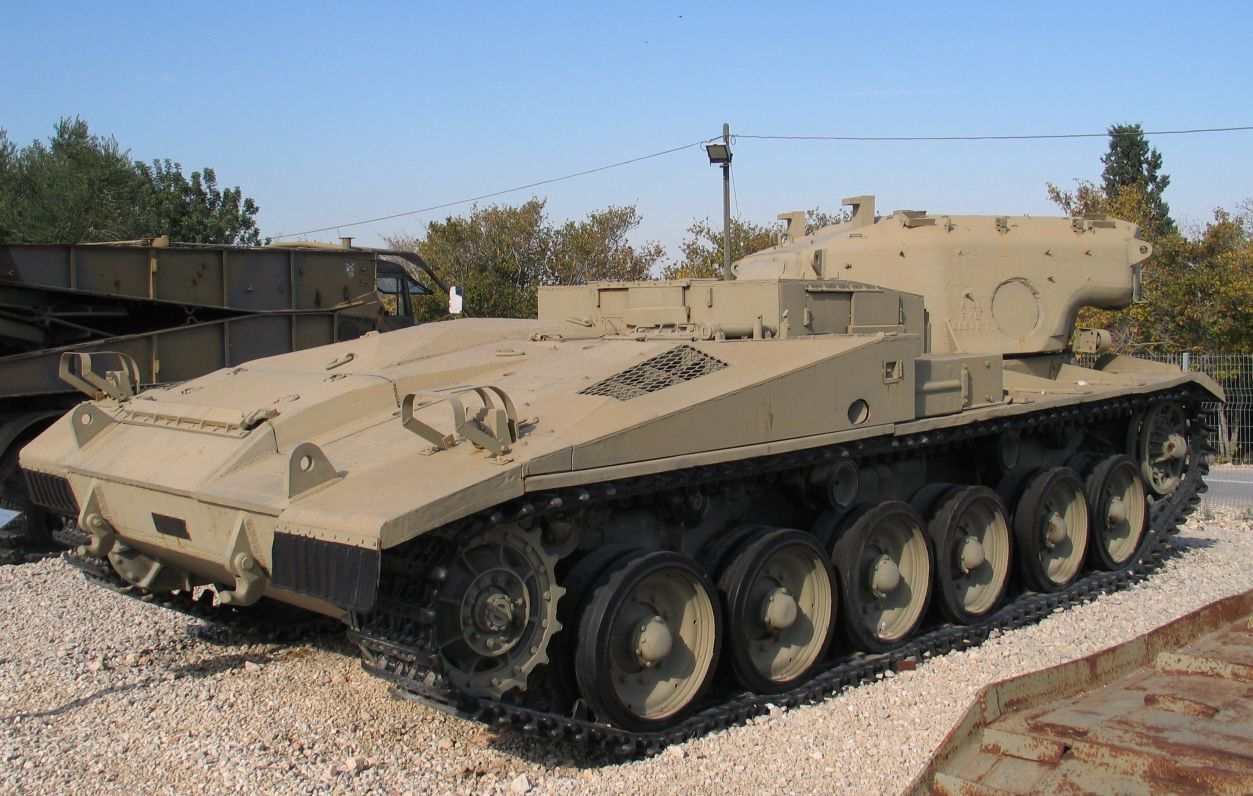
Az egyik Merkava-prototípus: a Centurion alvázán és futóművén alapul (orral balra mutat).

A legszembetűnőbb sajátossága a harcjárműnek, hogy a motor az alváz elejében kapott helyet. A teljes hajtáslánc (hasonlóan a Leopard 2-höz) egy darabban percek alatt pótolható, így találat esetén ez a jármű legolcsóbban cserélhető egysége. Ezt a harctéri tapasztalatok alapján alakították ki így, növelve ezzel a legénység túlélő képességét. A jármű emiatt azonban viszonylag magas, a léghűtéses 900 Le (később 1200-ra növelték) teljesítményű AVDS-1790 diesel motorok sajátos kialakítása miatt.
A másik érdekessége, hogy a küzdőtér hátsó részében lehetőség van további maximum 6 fő szállítására, ahol egyébként a lőszereket tárolnák. Ezzel a harckocsinak lehetősége van a lövészeket (egy félrajt) kivonni az ellenséges tűzzónából, vagy áttelepíteni őket (kvázi lövészpáncélossá alakulva) a harchelyzethez igazodva.
A torony furcsa, lencse alakú, ami a harckocsi fejlesztése alatt jelentős módosításokon esett át. A modulrendszerben fejlesztett páncélzat jól alkalmazható az összes altípusra, a harckocsikat eltérő páncélzattal lehet felkészíteni a különböző bevetéseikre. A láncszemekből álló hátsó toronykötényezés mindvégig hasznos kiegészítője maradt a harckocsinak. Az alváz, a futómű és a lánctalpak védelmét oldalkötényezés biztosítja.
A jármű páncélzata több lépcsőben fejlődött:
A harckocsi érdekessége, hogy öntvényekből és hengerelt lemezekből hegesztéses módszerrel készített kisméretű egységekből állították össze a járművet, optimalizálva a tömeg és a védettség egyensúlyát. Bár látszólag erősen döntött páncélzatú a jármű az összes változaton alkalmazott ékszerű előtétek miatt valójában mindegyik generációja dobozszerű toronnyal, és meredek páncélzattal készült (kivéve a felső homlokpáncélt).
Első generáció (Merkava I – IIB): Testének alsó frontális és torony páncélzata dobozszerű, függőleges lemezekből és öntött elemekből álló üreges páncélzat, melyet a torony elején további üreges ék egészít ki, a teknő felső homlok-páncélzata pedig nagy dőlésű, hogy a motor számára elég helyet biztosítson. A jármű oldalának kinetikus védelmét a perforált lemezekből készült kötényezés és a lánctalp fölötti oldalszerkényben lévő tűzálló tartályokban tárolt diesel üzemanyag fokozta.
A vastag (5–7 cm-es) lemezekből és széles 10–20 cm-es üregekből álló páncélzat (még a teknő hátulján is üreges!) remek védelmet nyújtott a korabeli orosz gyártmányú űrméret alatti kinetikus lőszerek (APFSDS/APDS) ellen oldalt és hátul 30, elöl 115 mm-es fegyverekig normál harctávon. E módszer előnyös mivel az említett lövedékek rideg öntvénye túlzottan károsodott a külső rétegen való áthatolás közben, ahhoz hogy a belső páncélzatot áttörje, miközben egy jóval nehezebb, vastag tömör páncélt (M60A3) könnyedén áttörtek volna. Ugyanakkor a tévhitekkel ellentétben ez az üreges páncélzat nem volt hatásos a kumulatív töltetek ellen, hiszen a 100 és 115 mm-es HEAT lőszer ellen a tesztek szerint közel 2,5 m-es légrés kellene.
Második generáció (Merkava IIC, IID és III.): A járművek páncélzatát fejlesztve kompozit rendszert hoztak létre. A tapasztalatok alapján (hasonlóan a Leopard 1A3 és 1A5-höz) keményített felületű speciális acélból készült lemezekkel fedték be, amelyek a kinetikus lőszereket mechanikailag károsították, míg a HEAT lőszereknél gátolták a kumulatív sugár koncentrálódását, ezáltal jelentősen fokozták az üreges páncél hatásosságát, ami innentől már (a Merkaván kívül csak a T-64 volt erre képes!) védett a 100 mm-es üreges töltetektől. A járműveket fokozatosan ellátták repeszfogó belső réteggel.
Harmadik generáció (Merkava III Dor-Dalet): Az eddigi keményfém-alapú moduláris kompozit páncélok helyett (a Chieftain mk.5. járművön tesztelt angol Dorchester páncélzatra alapuló) ék alakú kiegészítő páncélt kapott a dobozszerű toronyra. Ebben több rétegben, döntött nemrobbanó-reaktív "szendvicsek" vannak, amik a kumulatív és kinetikus lőszerek ellen is többszörös hatásosságot mutatnak azonos tömegű acélpáncélhoz képest. Innentől az oldalkötényezés is tartalmaz NERA réteget, ami így védetté vált az RPG-7 ellen.
Negyedik generáció: (Merkava IV), a viszonylag vékony (csupán 50 mm!), öntött négyszögletes (téglatest formájú) tornyára nagyméretű, ék alakú SLERA (önszabályozó-robbanó-reaktív) rendszer került, amely az ERA és NERA páncélok előnyeit egyesíti. A test esetében a meglévő üregekben helyezték el e rendszert. E jármű védettségét mutatja, hogy a 2006 évi libanoni háborúban a legkorszerűbb orosz páncéltörő rakéták (Kornyet) többszörös (akár 12!) találatát is kibírták és csupán a jármű hátuljuk, illetve a kötényezés alatti rész bizonyult sebezhetőnek, viszont ezt rakétákkal nem könnyű eltalálni. Így a hat elvesztett harckocsiból négy aknára (IED) futás miatt sérült meg végzetesen. A jármű védelme e rendszernek köszönhetően tehát úgy nőtt többszörösére, hogy mindössze két tonnával növekedett az össztömeg. A legújabb fejlesztések során nőtt az aknák elleni védelem és a jármű megkapja a Thropy védelmi rendszert, ami a radarral érzékelt közeledő rakéták ellen leginkább a shotgun lövéshez hasonló töltet kilövésével védi a harckocsit 360°-ban.

## Típusváltozatok

### Merkava 1

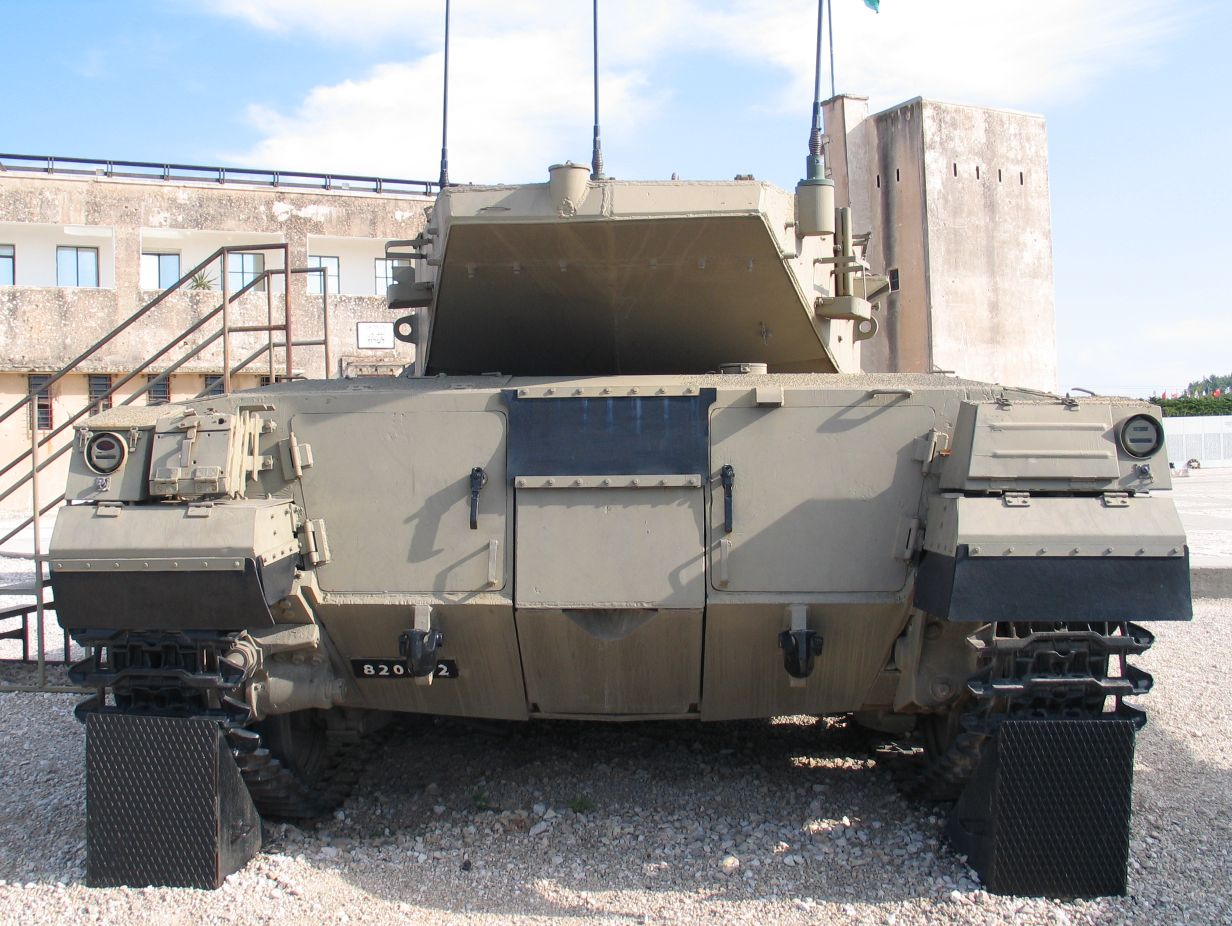
Merkava 1 egy Latrunban rendezett kiállításon. A toronyról leszerelték a lánckötényezést és középen jól látható a felfelé-lefelé nyíló küzdőtér-ajtó is.

Ez az első, Izraelben tervezett és itt is gyártott harckocsi. A gyártását a Henry Ford-féle tömeggyártás szerint szervezték. Tornya az alváz sajátos kialakítása miatt annak hátsó részéhez közelebb lett elhelyezve, a hossztengelytől némileg balra elhúzva.
A jármű tömege 63 tonna, mozgatásáról egy 908 LE-s, Taledian Continental AVDS-1790-6A típusú léghűtéses dízelmotor gondoskodott, váltója hidro-mechanikus félautomata Allison CD850-6BX típusú. Fajlagos teljesítménye 14,4 LE/t. A harckocsi 1400 liternyi üzemanyagot szállíthat.
Főfegyverzete a már kipróbált 105 mm-es huzagolt csövű M68 típusjelzésű harckocsiágyú, amelyet az M–60A3 harckocsikban is alkalmaztak az izraeliek. A löveg a brit Royal Ordnance L7 izraeli licencmásolata, Matador 1 tűzvezető rendszerrel. A löveg girostabilizált, amely lehetővé teszi a menetből leadott pontos lövést. Kiegészítő fegyverzete két darab 7,62 mm űrméretű géppuska volt.
1978 decemberében állították hadrendbe az első dandárnál, amely 30 db harckocsit kapott. Ütközetbe először az 1982-es libanoni háborúban vetették, ahol már 180 db volt az izraeli egységeknél. Igen sikeresnek bizonyultak, mikor összecsaptak a Golán-fennsíkon a szíriai T–72-esekkel. A harcokban a tornyon utólag elhelyezett lánckötényezés igazolta a tervezési elgondolásokat, jól hatástalanította az RPG-ket. Az üzemeltetés alatti tapasztalatok alapján elkezdték a következő típusváltozatot fejleszteni, a legfontosabb ebben, hogy egy 60 mm-es aknavetőt építettek be a toronyba, ahonnan a töltő lőhetett vele.
Altípusa a Merkava 1B (Bet): a 2-es szintjére átépített 1-es. Új Matador 2 tűzvezető rendszert kapott, a 2-es oldalkötényeit és a torony hátsó részére felszerelték a lánckötényt.

### Merkava 2

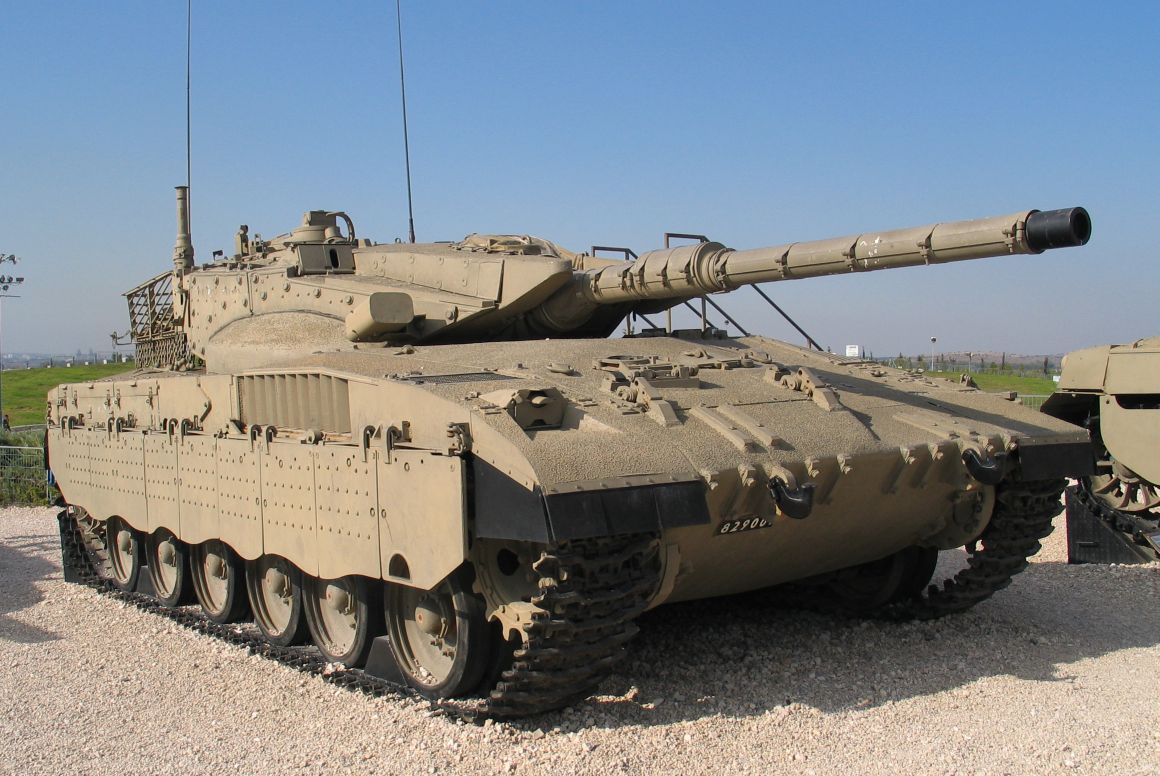
Merkava 2

Az új változat 1983 áprilisában jelent meg. A városi harcra és az ún. LIC-ra lett kifejlesztve (LIC ld. Merkava 3 LIC). Motorja, futóműve megegyezik az 1-ével, de új, Ashot gyártmányú automata váltót kapott.
Négy alváltozata lett, melyek a folyamatos fejlesztéseknek megfelelően egymásra épültek:
- 2A: alapváltozat.
- 2B (Bet): fejlettebb tűzvezető rendszert és infravörös éjszakai irányzórendszert kapott.
- 2C: tornyának tető- és oldalpáncélzatát megerősítették a fentről jövő támadások elleni védekezésül.
- 2D: további kiegészítő páncélzatot kapott a toronyra és az alváz tetejére. Szokás még Merkava 2 Bet dor Dalet-nek is nevezni (magyarul B negyedik generációs páncéllal, a mindennapi életben ezt az elnevezést nem használják). Több helyen a 3-as páncélmoduljait építették rá.[11]

A fejlettebb tűzvezető rendszert mindegyik altípusba beépítették (Matador 2), valamint a 60 mm-es aknavető továbbra is szerepelt fegyverzetében. Ezzel főként a gyalogság ellen harcolhatott hatékonyan. Az aknavető maximális hatótávolsága 2,7 km.

### Merkava 3

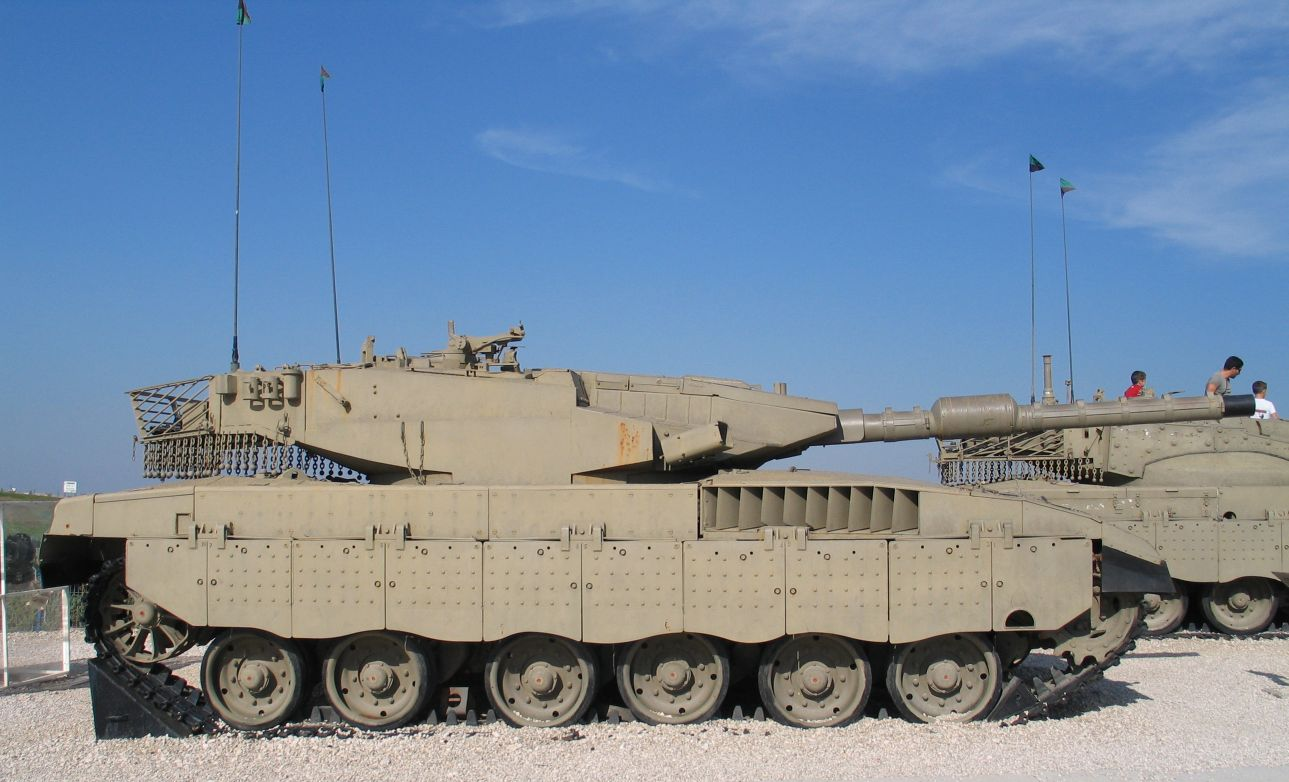
Merkava 3

A Merkava 3-adik típusváltozata 1990-ben állt szolgálatba. Új löveget, módosított, erősebb, továbbra is modulrendszerű páncélzatot (héber neve Kasag), új felfüggesztést és új, 1200 LE-s AVDS-1790-9AR léghűtéses dízelmotort kapott Ashot gyártmányú sebességváltóval. A megnövekedett össztömeg és az erősebb motor miatt új szerkesztésű, erősebb láncokat szereltek fel. A főfegyverzete a német Rheinmetall által kifejlesztett 120 mm-es sima csövű löveg némileg módosított változata, típusjele MG251 lett. A lőszerjavadalmazás 48 darab a főfegyverhez és 10 000 db a három 7,62 mm-es géppuskához. A 7,62-es géppuskákból a toronytetőn levőket lecserélhetik 12,7 mm-es nehézgéppuskákra is, feladattól függően. A 60 mm-es aknavető megmaradt.
Az eddigi elektromos-hidraulikus toronyforgató és lövegmozgató rendszer túl sérülékeny és esetenként tűzveszélyes is volt, ezért azt teljesen elektromos meghajtásúkra cserélték, így jelentősen növelték a harckocsi túlélőképességét.
A tűzvezető rendszer is új lett. A Matador 3 nevű rendszer magában foglalja a torony és a löveg irányítását. A lövegkezelő munkahelyén nappali és hőképes éjszakai irányzék is a rendelkezésére áll, amely a löveggel együtt mozog. A célzókészüléket felszerelték lézeres célmegjelölő és távolságmérő berendezéssel. Az Elbit által készített automatikus célkövető rendszer képes önállóan célra tartani, lőelemet számolni, az infra- vagy hagyományos kamerák által közvetített képek alapján. A parancsnokot ellátták egy képernyővel, amely az irányzó által látott képet is közvetíti.
A test mellső részét további kiegészítő páncélzattal láttál el, vastagabb oldalkötényezést szereltek fel. A védelemhez tartozik még az Amcoram LWS–2 típusú lézerbesugárzás-jelző rendszer, amely az IR-tartományban is eredményes ködgránátvetővel van kombinálva, figyelmeztetőpanelje a parancsnok munkahelyénél található. Az ABV-védelmet kiegészítették egy légkondicionáló, illetve egy további légszűrő berendezéssel is.
Altípusa a Merkava 3B (Bet): toronypáncélzatában különbözik a 3-astól.

### Merkava 3 LIC

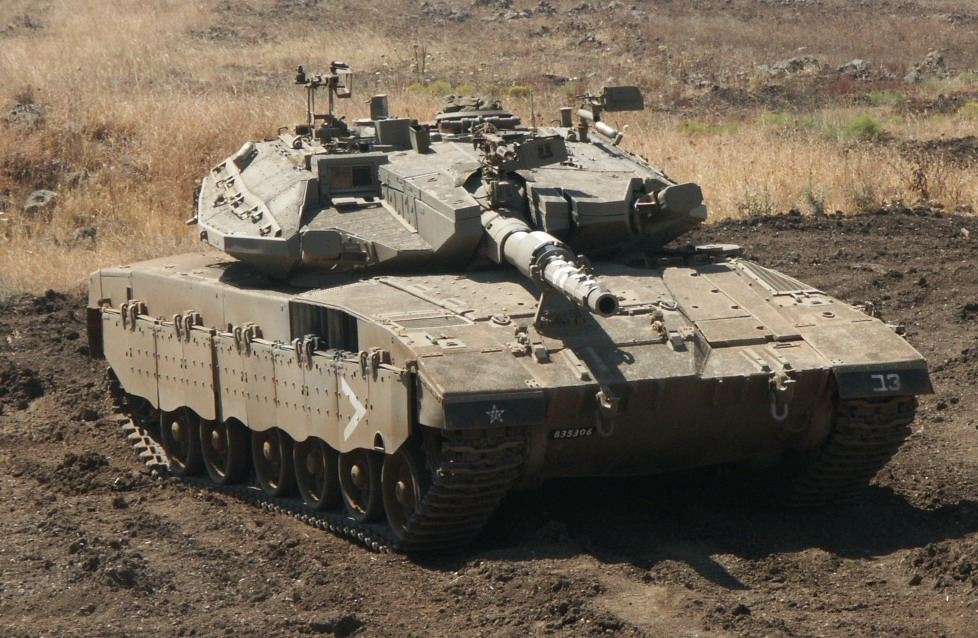
Merkava 3B BAZ dor Dalet egy tereppályán

1996-ban állt szolgálatba ez a Merkava-altípus (héber nevén Merkava 3B BAZ). A városi harcokra lett kifejlesztve és felszerelve (LIC = Low Intensity Conflicts magyarul: alacsony intenzitású konfliktusok esetén) a 3B-ből. Új a tűzvezető rendszer (Knight III, ami legjobban a parancsnoki kupolára szerelt kiegészítő periszkóp lévén látszik). A BAZ rendszer (héberül Barak Zoher magyarul fényes látás) lehetővé teszi a kiválasztott cél automata követését, valamint nagy találati pontosságú, ami lehetővé teszi az alacsonyan repülő helikopterek és tüzérségi lövedékek elfogását és megsemmisítését. Az Electro-Optis (El-Op) és az Elbit gyártja. Módosult az ABV-védelme és új, központi légkondicionáló rendszert építettek bele. A Rafael Armament Development Authority építette bele a R-OWS (Remote Overhead Weapons Station) és a TROPHY aktív védelmi rendszereket.
Az alváz és a torony felső része újabb kiegészítő páncélzatot kapott, valamint a külső optikai berendezései is kiegészítő védelemmel vannak ellátva a gránátok és egyéb, a célzott lövések okozta harcérték-csökkenés elkerülése érdekében. Felszereltek továbbá egy, a főfegyverzettel párhuzamosított Browning M2 nehézgéppuskát is, ami lehetővé teszi a legénységnek a "puha célpontok" kisebb járulékos kárral való támadását. Továbbá jelző rudak és egy hátsó beépített kamera segítik a könnyebb és jobb utcai navigálást.
Alítpusa a Merkava 3 Bet BAZ dor Dalet (4. generációs páncélzattal szerelve). Ezen altípuson a 4-esen alkalmazott új modulrendszerű páncélok vannak (valamint a 2D-ig bezárólag). Másik neve Merkava 3D.

### Merkava 4

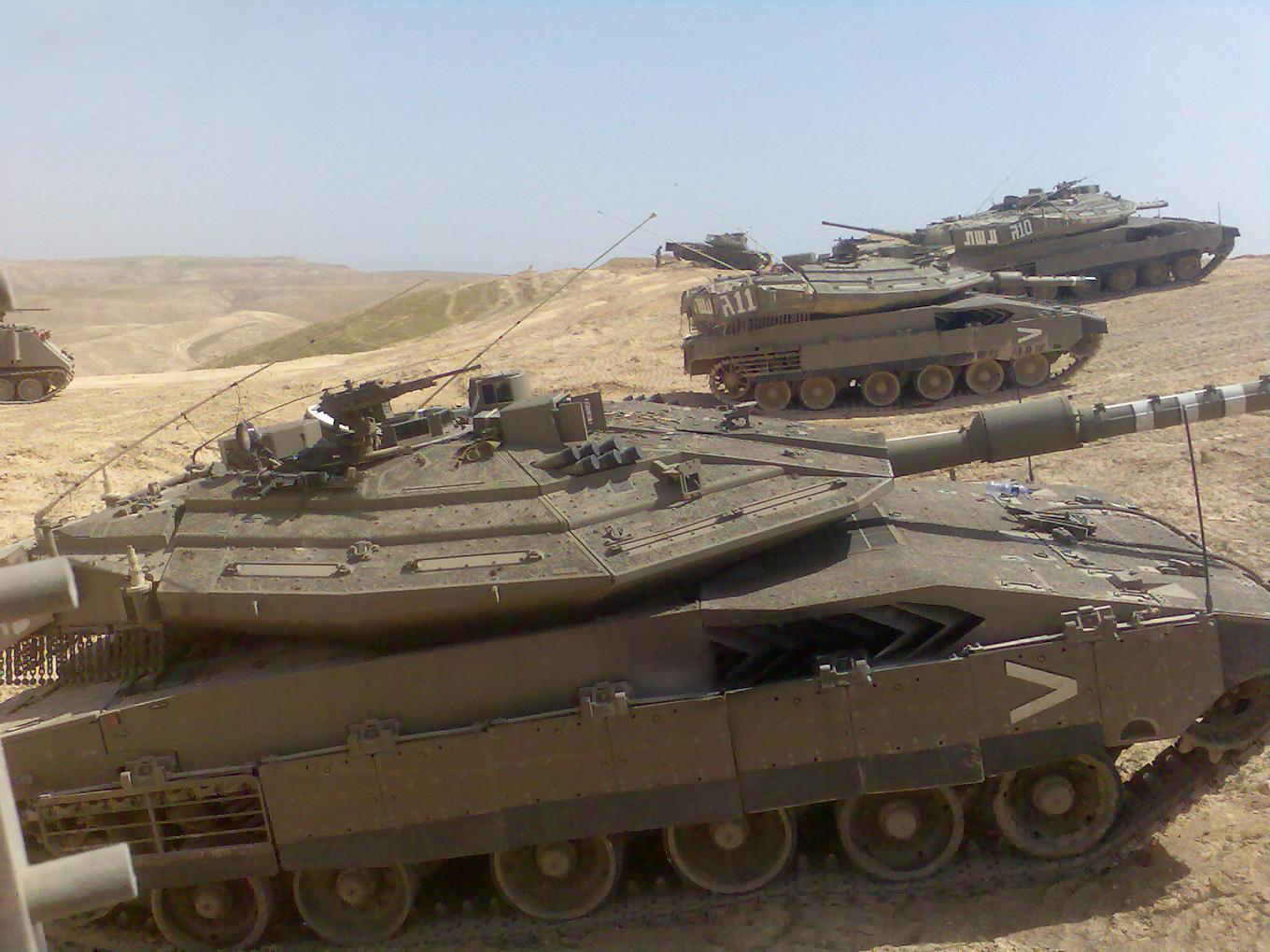
Merkava 4 harckocsik gyakorlaton

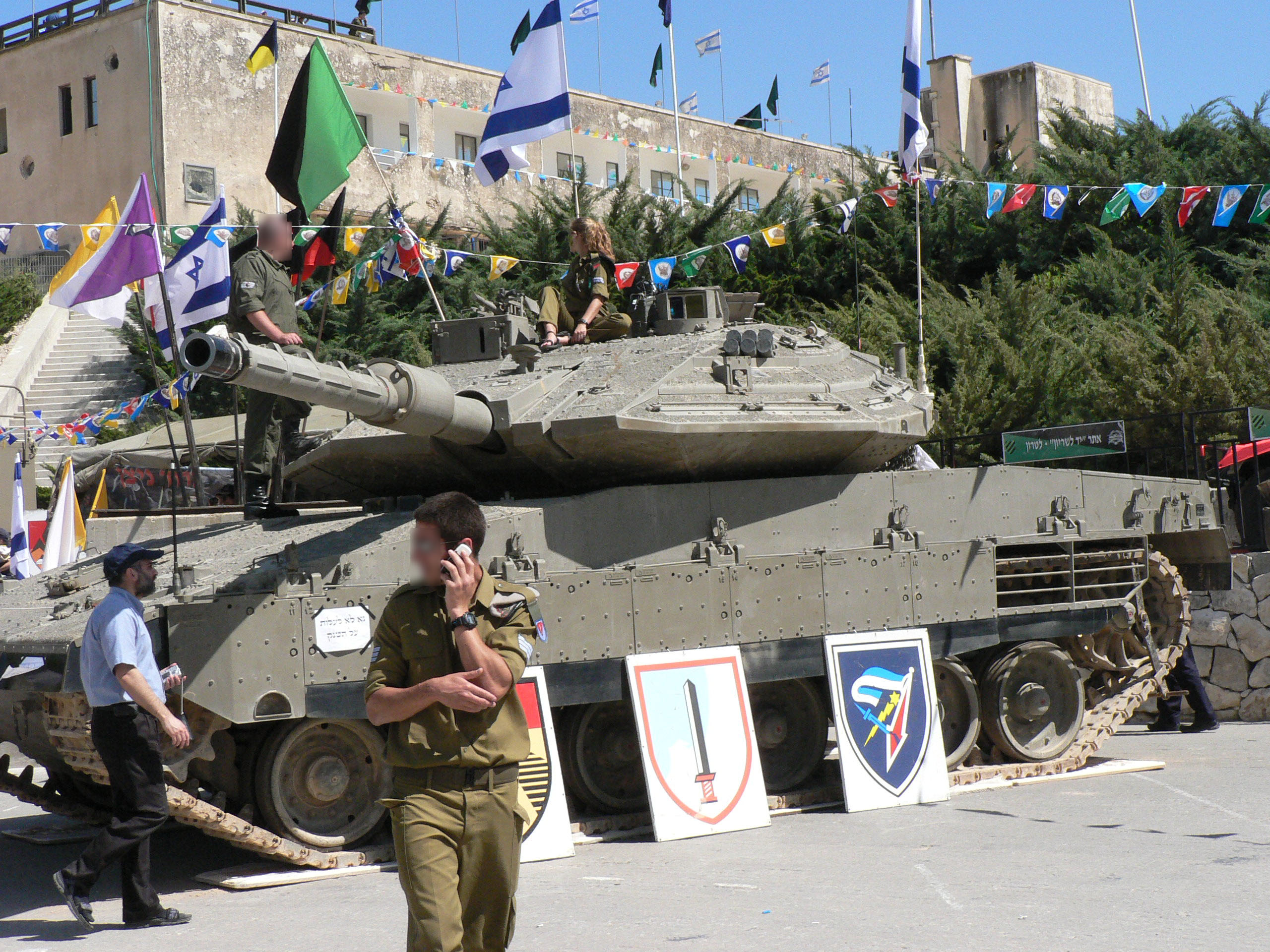
Merkava 4 az Izrael Függetlenségi Nap kiállításán

A legutolsó altípus, amit szinte teljesen átterveztek. Még erősebb, immár 1500 lóerős MTU GD883 dízelmotor (General Dynamics gyártja) került beépítésre, egy ötsebességes izraeli sebességváltóval. Megerősítették a lánctalpakat is: ez a TSAWS (Tracks, Springs, and Wheels System, Caterpillar fejlesztés, héberül Mazkom). A rendszer jóvoltából a bazaltkőzetű Golán-fennsík és Libanon egyes területein ne kopjon túlságosan a lánctalp.
Tovább erősítették a páncélzatát (főként a korszerű, kombinált-fejes páncélátégető rakéták ellen). Új csőanyagú ágyút is kapott, amely magasabb töltényűri nyomás elviselésére képes, nagyobb hajtótöltetű lőszer használatát lehetővé téve, a löveg típusjele MG253. Háromféle lőszert rendszeresítettek: M711 APFSDS-T kinetikus energiával romboló páncélátlyukasztó, M325 HEAT-MP-T többcélú kumulatív hatású páncélátégető és M324 TPCSDS-T gyakorlólőszert, de lehetőség van bármilyen szabványosított 120 mm-es NATO-lőszer használatára is. A löveg töltését egy 10 db lőszert befogadó, elektromos működtetésű öntöltő (félautomata) revolvertár végzi. További újdonság, hogy lehetővé tették ágyúcsőből indítható rakéta használatát, a hozzá kifejlesztett új „LAHAT” lézervezérlésű páncéltörő rakéta segítségével. Új El-Op gyártmányú tűzvezető rendszere van (Knight IV) Digitális információs rendszere van, lehetővé téve a LAHAT közvetetten való alkalmazását is. Az új torony érdekessége, hogy csak egy felső csapóajtót hagytak meg, a parancsnokét. 2001-ben kezdték el gyártani, és 2002-ben gördült ki az első példány a gyárból, az IDF 2004-ben állította hadrendbe.

### Merkava orvosi-mentő harcjármű
Számos régi gyártású Merkavát mentőjárművé alakítottak át. A jármű hátsó felét alkalmassá tették sebesült katonák szállítására és életmentő eszközökkel látták el. A legfőbb jellemzője a nagy páncélvédelem és a hátrafelé nyíló ajtó, ami lehetővé teszi a sebesült katona gyors evakuálását tűz alatt is, míg a személyzet továbbra is használhatja a géppuskákat és az ágyút.

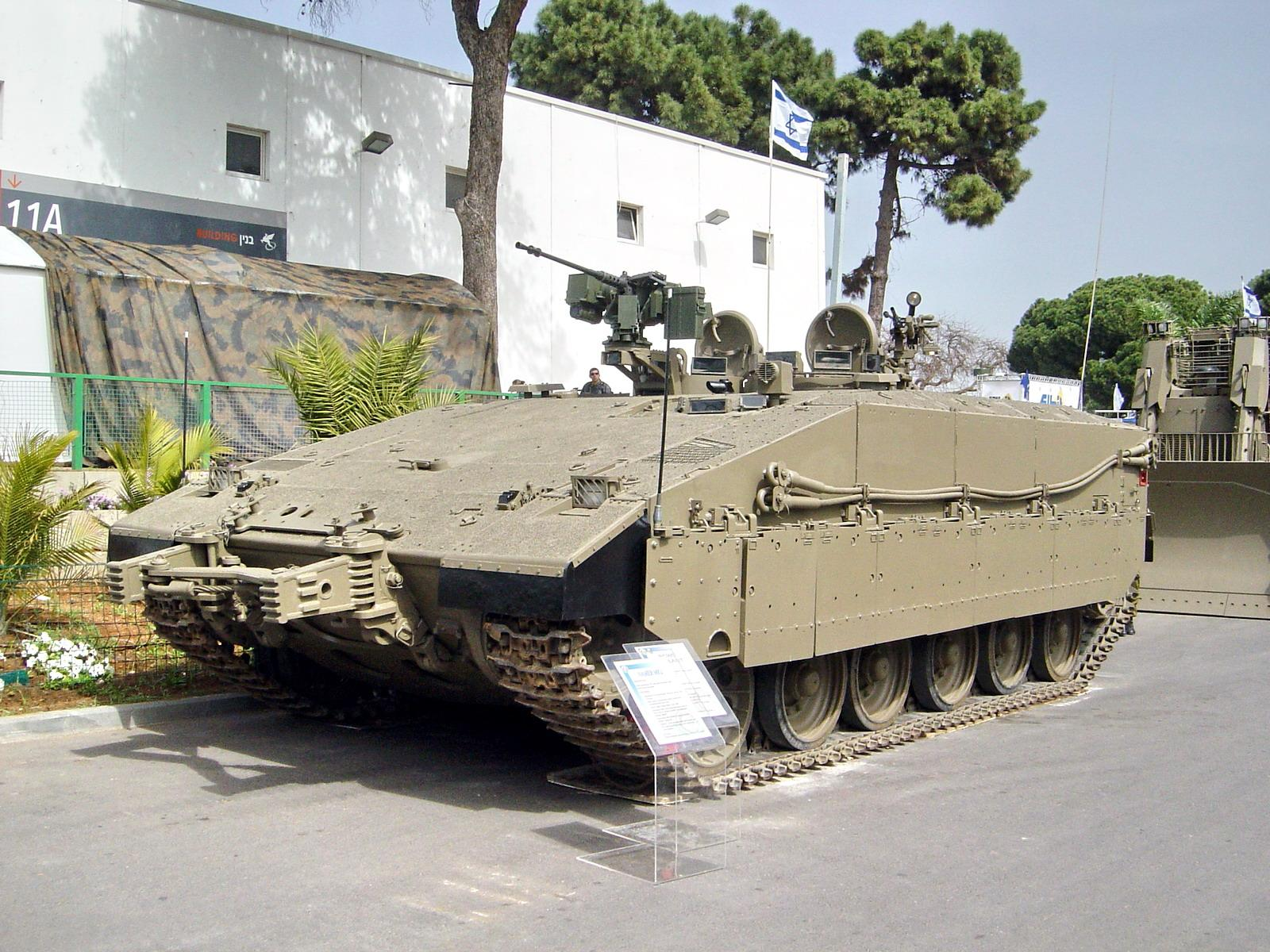
Korai Nemmera prototípus, még függőleges oldallal, Merkava I. alvázon

### Merkava műszaki-mentő harcjármű
A Merkava ARV (héberül Nammer, magyarul Tigris) egy Merkava alvázra épített műszaki mentő harcjármű, amelyet képessé tettek sérült harcjárművek vontatására, valamint pótalkatrészek szállítására.

### Merkava alapú lövészpáncélosok

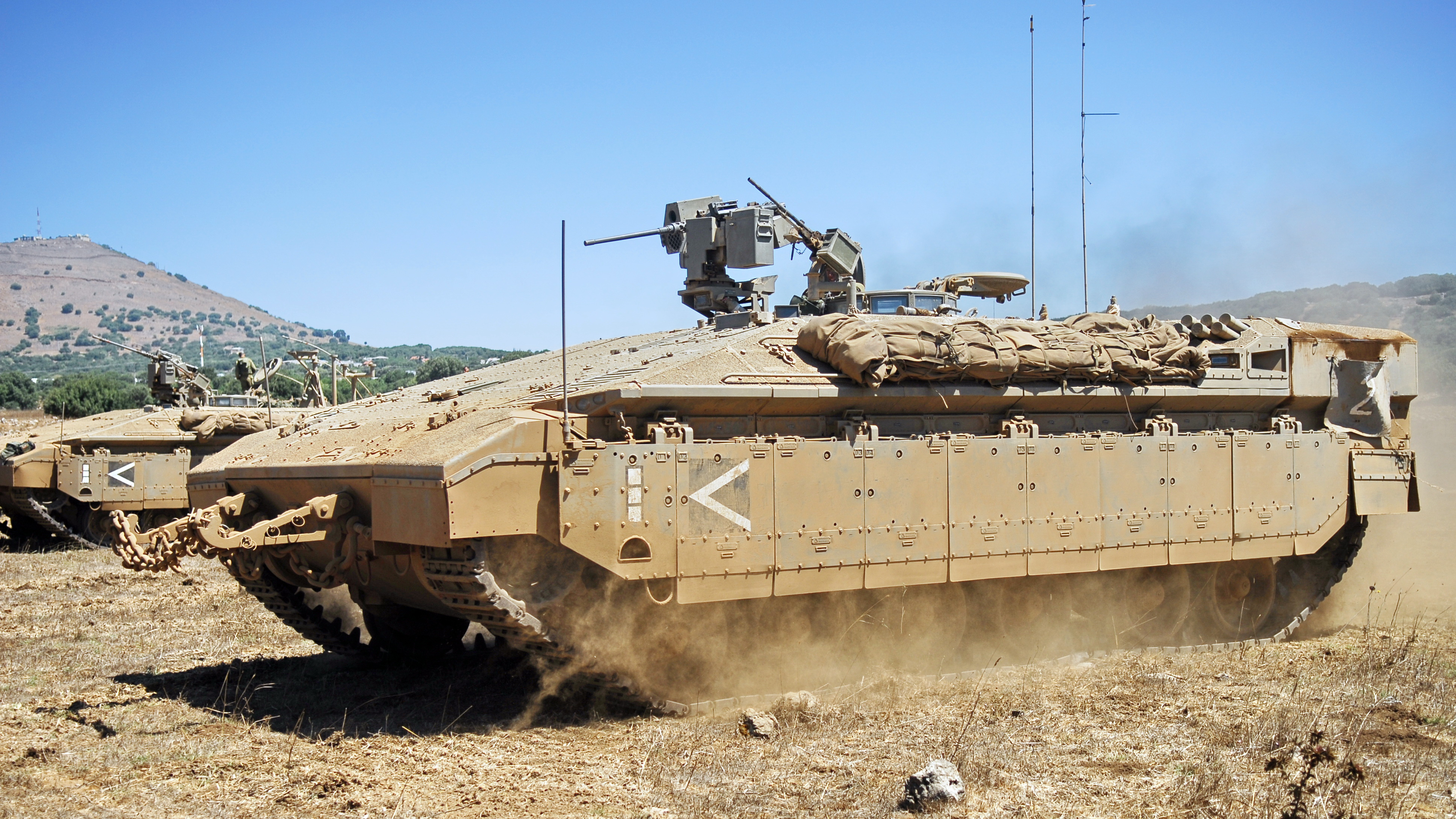
Namer, a sorozat-gyártott változat a Merkava IV teknőjére épül, annak kompozit páncélzatával.

A Szivárvány hadműveletet (Op. Rainbow) követően döntött úgy a hadvezetés, hogy a sérülékeny M113 és Stryker lövészpáncélosokat leváltják és elindították a Nemmera programot. Ez lett az új páncélos neve is. Az IMI a régi Merkava-alvázak felhasználásával hozta ezt is létre. A jármű egy teljesen felszerelt gyalogos rajt képes szállítani (9 fő).
2004. február 15-én a Givati-dandár gyakorlóterén kezdték a próbát, fegyverzete nehézgéppuskák voltak, töltésük és kezelésük a járműalvázban, védetten történik. Nemmera-ról átnevezték Nammer-re, amely már Merkava IV alvázon készül (a döntött oldalpáncélzat alapján különíthetőek el).
A jármű fő előnye, hogy mivel védettsége teljesen azonos a harckocsikéval azokat követheti a harcmezőn, miközben az olyan lövészpáncélosok, mint a BMP széria és az amerikai M2 Bradley vékony páncélzatuk miatt nagyon sebezhetőek, amit a Afganisztáni, Csecsenföldi és Iraki tapasztalatok alátámasztanak. Míg legtöbb korszerű IFV csak alárendelt szerepet játszhat a harcokban, mert bár tűzerejük nagy (20–100 mm űrméretű lövegek és gépágyúk, rakéták), vékony páncélzatuk még a 14,5 mm-es nehéz-gépfegyverek ellen sem nyújt biztos védelmet, addig a Namer a legtöbb gyalogsági páncéltörő fegyver ellen körkörösen védett, pedig ára nem nagyobb azoknál. Hasonló logika mentén lett kialakítva az orosz Armata platformon a T-15.

### Merkava alapú önjáró löveg

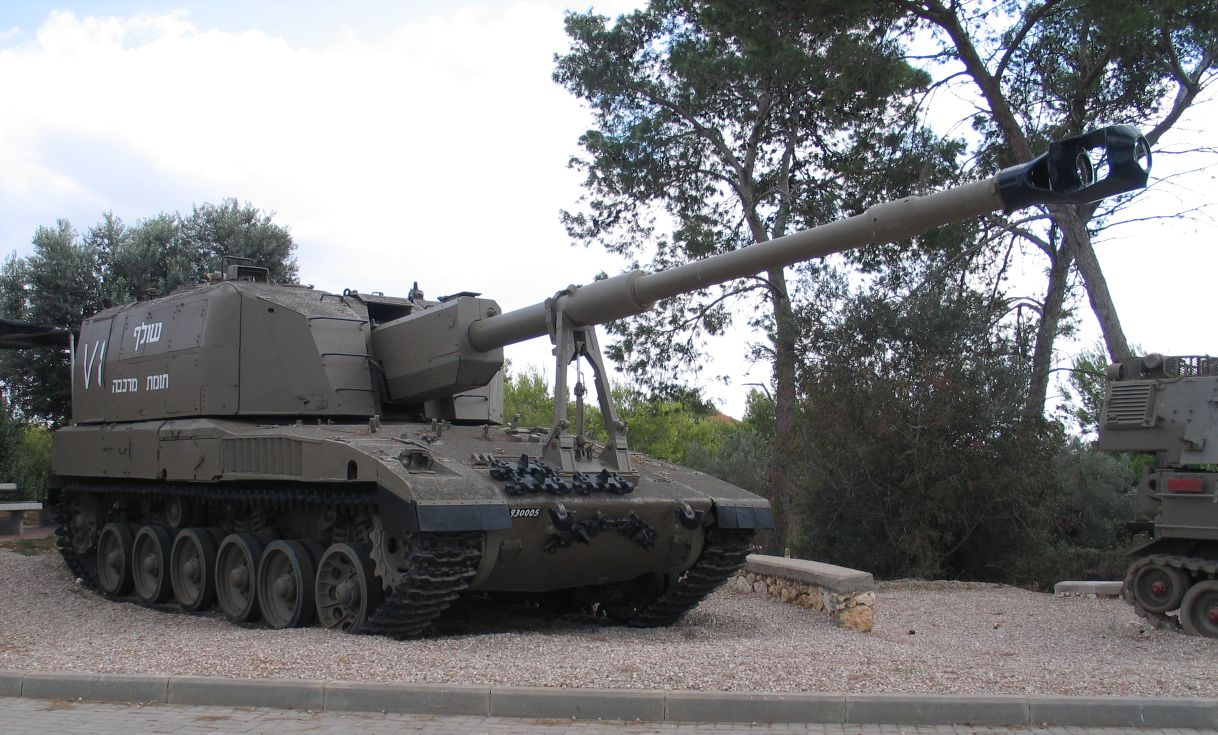
Sholef az izraeli Beyt ha-Totchan mellett

A Soltam 1984–1986 között két prototípusát készítette el a Sholef nevű 155 mm-es önjáró lövegnek. A 45 tonnás harcjármű egy hosszú 52-es űrmérethosszú (L/52) ágyút hordozott, amivel több mint 40 km-es távolságra volt képes hatásosan tüzelni, illetve menetből közvetlen tűzcsapást mérni. Nem került sorozatgyártásra.

### Monográfiák
- Marsh Gelbart: Modern Israeli Tanks and Infantry Carriers 1985–2004. Osprey Militray Publishing 2004, New Vanguard 93 ISBN 978-1-84176-579-2
- Samuel M. Katz: Merkava I, II, III Israel's Chariot of Fire. Concord Publication Company, Firepower Pictorial Series 1025. ISBN 962-361-025-4
- Samuel M. Katz: Merkava Main Battle Tank MKs I, II & III. Osprey Militray Publishing 1997, New Vanguard 21 ISBN 978-1-85532-643-9

### Külső hivatkozások
- Merkava-típusok
- Merkava 3 LIC
- LAHAT
- Merkava ARV
- Merkava lövészpáncélos
- Merkava Slammer